# Norma matricial
En matemáticas, una norma matricial es una extensión de la noción natural de norma vectorial a las matrices.

## Definición
En adelante, {\displaystyle K} denotará el cuerpo de los números reales o complejos y {\displaystyle K^{m\times n}} denotará el espacio vectorial que contienen todas las matrices con {\displaystyle m} filas y {\displaystyle n} columnas con entradas en {\displaystyle K}.
Una norma matricial es una norma vectorial en {\displaystyle K^{m\times n}}, o sea, si {\displaystyle \|A\|} denota la norma de la matriz {\displaystyle A}, entonces,
- {\displaystyle \|A\|>0} si {\displaystyle A\neq O} y {\displaystyle \|A\|=0} si y solo si {\displaystyle A=O}
- {\displaystyle \|\alpha A\|=|\alpha |\|A\|} para todo {\displaystyle \alpha } en {\displaystyle K} y todas las matrices {\displaystyle A} en {\displaystyle K^{m\times n}}
- {\displaystyle \|A+B\|\leq \|A\|+\|B\|} para todas las matrices {\displaystyle A} y {\displaystyle B} en {\displaystyle K^{m\times n}.}

Adicionalmente, en el caso de matrices cuadradas (o sea, m = n), algunas (pero no todas) normas matriciales satisfacen la siguiente condición, la cual se relacióna con el hecho de que las matrices son más que simples vectores:
- {\displaystyle \|AB\|\leq \|A\|\|B\|} para todas las matrices {\displaystyle A} y {\displaystyle B} en {\displaystyle K^{n\times n}.}

Una norma matricial que satisface esta propiedad adicional es llamada norma sub-multiplicativa (en algunos libros, la terminología norma matricial se usa solo para normas que son sub-multiplicativas). El conjunto de todas las matrices n-por-n, siendo normas sub-multiplicativas, es un ejemplo de un álgebra de Banach.

## Norma inducida
Si se tienen norma vectoriales en Km y Kn se pueden definir la norma inducida correspondiente o el operador norma en el espacio de matrices {\displaystyle m\times n} de la siguiente manera:
{\displaystyle {\begin{aligned}\|A\|&=\sup\{\|Ax\|:x\in K^{n}{\mbox{ con }}\|x\|=1\}\\&=\sup \left\{{\frac {\|Ax\|}{\|x\|}}:x\in K^{n}{\mbox{ con }}x\neq 0\right\}.\end{aligned}}}
Donde sup denota el elemento supremo e ínfimo.
Hay diferentes normas que se denotan p-normas y usualmente se denotan por
{\displaystyle \left\|A\right\|_{p}.}
Si m = n y uno usa la misma norma en el dominio y el rango, entonces el operador norma inducido es una norma matricial sub-multiplicativa.
El operador norma correspondiente a la norma p para vectores es:
{\displaystyle \left\|A\right\|_{p}=\max \limits _{x\neq 0}{\frac {\left\|Ax\right\|_{p}}{\left\|x\right\|_{p}}}.}
En el caso de {\displaystyle p=1} y {\displaystyle p=\infty }, las normas se pueden calcular como:
{\displaystyle \left\|A\right\|_{1}=\max \limits _{1\leq j\leq n}\sum _{i=1}^{m}|a_{ij}|,} que es simplemente la máxima suma absoluta de las columnas de la matriz.
Demostración:
Sea {\displaystyle \alpha =\max \limits _{1\leq j\leq n}\sum _{i=1}^{m}|a_{ij}|}.
Tenemos que {\displaystyle \forall x\in K^{n}~~~\|Ax\|_{1}=\sum _{i=1}^{m}{\left|\sum _{j=1}^{n}{a_{ij}x_{j}}\right|}\leq \sum _{i=1}^{m}{\sum _{j=1}^{n}{|a_{ij}||x_{j}|}}=\sum _{j=1}^{n}{\left(|x_{j}|\sum _{i=m}^{n}{|a_{ij}|}\right)}\leq \sum _{j=1}^{n}{|x_{j}|\alpha }=\alpha \sum _{j=1}^{n}{|x_{j}|}=\alpha \|x\|_{1}\Rightarrow }
{\displaystyle \Rightarrow {\frac {\|Ax\|_{1}}{\|x\|_{1}}}\leq \alpha \quad \forall x\in K^{n}\setminus \{0\}\Rightarrow \|A\|_{1}\leq \alpha }
Por otro lado, tomando {\displaystyle z=e_{k}} el {\displaystyle k}-ésimo vector de la base canónica de {\displaystyle K^{n}}, con {\displaystyle k=\arg \max \limits _{1\leq j\leq n}\sum _{i=1}^{m}|a_{ij}|}, tenemos que 
{\displaystyle {\frac {\|Az\|_{1}}{\|z\|_{1}}}={\frac {\sum _{j=1}^{n}{|a_{ki}|}}{1}}{\overset {{\text{def }}k}{=}}\alpha {\overset {\text{def. norma inducida}}{\Rightarrow }}\|A\|_{1}\geq \alpha }

Por todo esto, {\displaystyle \|A\|_{1}=\alpha =\max \limits _{1\leq j\leq n}\sum _{i=1}^{m}|a_{ij}|}
{\displaystyle \left\|A\right\|_{\infty }=\max \limits _{1\leq i\leq m}\sum _{j=1}^{n}|a_{ij}|,} que es simplemente la máxima suma absoluta de las filas de la matriz.
Demostración:
Sea {\displaystyle \beta =\max \limits _{1\leq i\leq m}\sum _{j=1}^{n}|a_{ij}|.} Tenemos que {\displaystyle \forall x\in K^{n}\quad \|Ax\|_{\infty }=\max \limits _{1\leq i\leq m}\left|\sum _{j=1}^{n}{a_{ij}x_{j}}\right|\leq \max \limits _{1\leq i\leq m}\left|\sum _{j=1}^{n}{a_{ij}\|x\|_{\infty }}\right|\leq \max \limits _{1\leq i\leq m}\sum _{j=1}^{n}{|a_{ij}|\|x\|_{\infty }}=\|x\|_{\infty }\max \limits _{1\leq i\leq m}\sum _{j=1}^{n}{|a_{ij}|}=\|x\|_{\infty }\beta \Rightarrow }{\displaystyle \Rightarrow {\frac {\|Ax\|_{\infty }}{\|x\|_{\infty }}}\leq \beta \quad \forall x\in K^{n}\setminus \{0\}\Rightarrow \|A\|_{\infty }\leq \beta }    Por otro lado, si definimos {\displaystyle k=\arg \max \limits _{1\leq i\leq m}\sum _{j=1}^{n}|a_{ij}|} y definimos {\displaystyle z={\begin{pmatrix}\operatorname {sgn}(a_{k1})\\\vdots \\\operatorname {sgn}(a_{kn})\end{pmatrix}}}, tenemos que {\displaystyle \|z\|_{\infty }=1} y {\displaystyle Az={\begin{pmatrix}\sum _{j=1}^{n}{\operatorname {sgn}(a_{kj})a_{1j}}\\\vdots \\\sum _{j=1}^{n}{\operatorname {sgn}(a_{kj})a_{nj}}\end{pmatrix}}}, por lo que {\displaystyle (Az)_{i}=\sum _{j=1}^{m}{\operatorname {sgn}(a_{kj})a_{ij}}\leq \sum _{j=1}^{m}{\operatorname {sgn}(a_{kj})a_{ij}}=\sum _{j=1}^{m}{|a_{ij}|}{\overset {{\text{def }}\beta }{\leq }}\beta =\max \limits _{1\leq i\leq m}\sum _{j=1}^{n}|a_{ij}|{\overset {{\text{def }}k}{=}}\sum _{j=1}^{m}{|a_{kj}|}=\sum _{j=1}^{m}{\operatorname {sgn}(a_{kj})a_{kj}}=(Az)_{k}} y{\displaystyle (Az)_{i}=\sum _{j=1}^{m}{\operatorname {sgn}(a_{kj})a_{ij}}\geq \sum _{j=1}^{m}{-\operatorname {sgn}(a_{ij})a_{ij}}=-\sum _{j=1}^{m}{|a_{ij}|}\geq -\sum _{j=1}^{m}{|a_{kj}|}=-(Az)_{k}}.       Así, {\displaystyle |(Az)_{i}|\leq |(Az)_{k}|\quad \forall i}   y, por tanto, {\displaystyle {\frac {\|Az\|_{\infty }}{\|z\|_{\infty }}}=\max \limits _{1\leq i\leq m}|(Az)_{i}|=(Az)_{k}=\beta \Rightarrow \|A\|_{\infty }\geq \beta }.    Por todo esto, {\displaystyle \|A\|_{\infty }=\beta =\max \limits _{1\leq i\leq m}\sum _{j=1}^{n}|a_{ij}|\quad \square }

Por ejemplo, si la matriz A se define como
{\displaystyle A={\begin{bmatrix}3&5&7\\2&6&4\\0&2&8\\\end{bmatrix}},}
se tiene ||A||1 = Max (5, 13, 19) = 19. y ||A||∞ = Max (15, 12, 10) = 15
En el caso especial de p = 2 (la norma euclídea) y m = n (matrices cuadradas), la norma inducida es la norma espectral. La norma espectral de una matriz A es el valor singular más grande de A o la raíz cuadrada del valor propio más grande de la matriz semidefinida-positiva A*A:
{\displaystyle \left\|A\right\|_{2}={\sqrt {\lambda _{\text{max}}(A^{^{*}}A)}}=\sigma _{\text{max}}(A)}
donde A* denota la traspuesta conjugada de A.
En el caso más general, uno puede definir una norma matricial subordinada en {\displaystyle \mathbb {R} ^{m\times n}} inducida por
{\displaystyle \|\cdot \|_{\alpha }} en {\displaystyle \mathbb {R} ^{n}}, y {\displaystyle \|\cdot \|_{\beta }} en {\displaystyle \mathbb {R} ^{m}} como:
{\displaystyle \left\|A\right\|_{\alpha ,\beta }=\max \limits _{x\neq 0}{\frac {\left\|Ax\right\|_{\beta }}{\left\|x\right\|_{\alpha }}}.}
Las normas subordinadas son consistentes con las normas que las inducen, dando
{\displaystyle \|Ax\|_{\beta }\leq \|A\|_{\alpha ,\beta }\|x\|_{\alpha }.}
Demostración: 
Si {\displaystyle x\neq 0}, tenemos que {\displaystyle \|Ax\|_{\beta }\leq \|A\|_{\alpha ,\beta }\|x\|_{\alpha }\Leftrightarrow \|A\|_{\alpha ,\beta }\geq {\frac {\|Ax\|_{\beta }}{\|x\|_{\alpha }}}}, lo cual es siempre cierto pues, por definición, {\displaystyle \left\|A\right\|_{\alpha ,\beta }=\max \limits _{x\neq 0}{\frac {\left\|Ax\right\|_{\beta }}{\left\|x\right\|_{\alpha }}}.}

Si {\displaystyle x=0}, {\displaystyle \|Ax\|_{\beta }=0} y {\displaystyle \|x\|_{\alpha }=0}, por lo que la desigualdad es trivialmente cierta. {\displaystyle \quad \square }
Cualquier norma inducida satisface la desigualdad
{\displaystyle \left\|A\right\|\geq \rho (A),}
donde ρ(A) es el radio espectral de A. De hecho, se ρ(A) es el ínfimo de todas las normas inducidas de A.
Además, para matrices cuadradas se tiene la fórmula del radio espectral:
{\displaystyle \lim _{r\rightarrow \infty }\|A^{r}\|^{1/r}=\rho (A).}

## Normas componente a componente o «Entrywise»
Estas normas tratan una matriz de {\displaystyle m\times n} veces como un vector de tamaño {\displaystyle mn}, y el usando una de las normas de vectores conocida.
Por ejemplo, utilizando la p-norma de vectores, obtenemos
{\displaystyle \Vert A\Vert _{p}=\left(\sum _{i=1}^{m}\sum _{j=1}^{n}|a_{ij}|^{p}\right)^{1/p}.\,}

### Norma de Frobenius
Para p = 2, esto se llama la norma de Frobenius o norma de Hilbert-Schmidt, aunque este último término es a menudo reservado para los operadores de Espacio de Hilbert. Esta norma se puede definir de varias maneras:
{\displaystyle \|A\|_{F}={\sqrt {\sum _{i=1}^{m}\sum _{j=1}^{n}|a_{ij}|^{2}}}={\sqrt {\mathrm {Tr} (A^{T}A)}}={\sqrt {\sum _{i=1}^{\min\{m,\,n\}}\sigma _{i}^{2}}}}
donde {\displaystyle A^{T}\,} denota la traspuesta  de {\displaystyle A\,} , {\displaystyle \sigma _{i}\,} son los valores singulares de  {\displaystyle A\,}. La norma Frobenius es muy similar a la norma euclidiana en  {\displaystyle \mathbb {R} ^{n}\,} y viene de un producto interno en el espacio de todas las matrices.
La norma de Frobenius es submultiplicativa y es muy útil para álgebra lineal numérica. Esta norma es a menudo más fácil de calcular que las normas inducidas.